# Национальная партия Гондураса

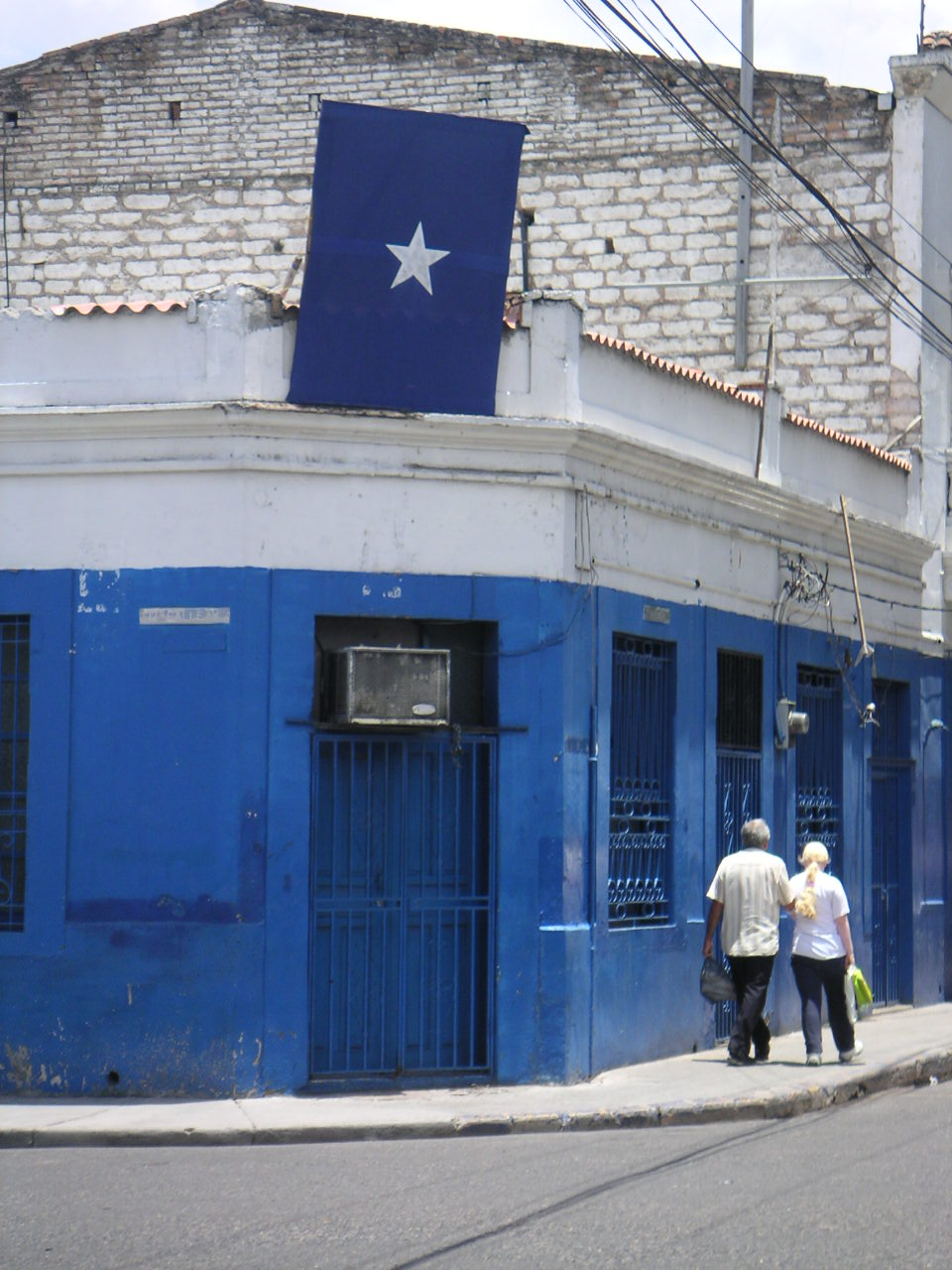
Офис партии в Тегусигальпе.

Национальная партия Гондураса (исп. Partido Nacional de Honduras) — правоцентристская, консервативная партия в Гондурасе, одна из двух основных политических сил в стране.

## История
Партия основана в 1902 году, цветом партии считается синий, у её основного соперника Либеральной партии Гондураса цвет красный. На протяжении XX века Национальная партия была связана с американской компанией «Юнайтед фрут», а Либеральная — со «Стандард фрут». Все демократические выборы в Гондурасе проходили в соперничестве между этими двумя партиями.
На выборах в парламент 25 ноября 2001 года партия набрала 46,5 % голосов и получила 61 из 128 мест в парламенте, что было больше, чем у Либеральной партии, получившей 55 мест. В этот же день проходили выборы на должность президента республики Гондурас, на этих выборах партия также одержала победу, президентом стал Рикардо Мадуро получивший 52,2 % голосов.
На выборах состоявшихся 27 ноября 2005 года партия проиграла парламентские выборы получив 55 мест в Конгрессе, в отличие от либералов получивших 62 места. Также проиграл и кандидат в президенты от партии, могущественный земельный магнат Пепе Порфирио Лобо, набравший 46,2 % уступив тем самым Мануэлю Селайе от Либеральной партии. 
Однако военный переворот против двигавшегося в сторону социализма XXI века Селайи, поддержанный руководством его собственной партии, позволил Национальной партии вернуться к власти. На выборах 2009 года президентом был избран Порфирио Лобо, а на следующих в 2013 году — его преемник Хуан Орландо Эрнандес (хотя оппозиционная левая Партия свободы и перестройки подозревала его в фальсификациях и краже победы у её кандидатки, супруги Селайи Сиомары Кастро).

## Фракции
- Единство и надежда
- Вместе мы можем